# Becky G
Becky G (* 2. března 1997, Inglewood, Kalifornie, Spojené státy americké), vlastním jménem Rebbeca Marie Gomez, je americká zpěvačka, rapperka, herečka a tanečnice. Prvních úspěchů dosáhla v roce 2011, kdy na YouTube zveřejnila několik remixů populárních písní. V roce 2014 se její písnička „Shower“ umístila v americkém žebříčku Billboard Hot 100 na 16. místě. V říjnu 2015 se připojila k obsazení seriálu Empire v roli Valentiny Galindo. V roce 2016 získala jednu z hlavních rolí ve filmu Power Rangers: Strážci vesmíru.

## Životopis
Gomez se narodila 2. března 1997 do rodiny mexického původu a vyrůstala v oblasti Los Angeles, dětství ale strávila v kalifornském Moreno Valley. V devíti letech přinutily finanční problémy její rodinu prodat dům a přestěhovat se do přestavěné garáže prarodičů v Inglewoodu. Aby pomohla své rodině, chtěla Becky G vydělat peníze a proto se hlásila na různé reklamní konkurzy. Hrála také v dívčích kapelách a psala své vlastní písničky.

## Kariéra
Na začátku roku 2011 začala zveřejňovat svá videa na YouTube. Coververze vytvořila k písničkám jako „Take Care“, „Novacane“ a „Boyfriend“. Tyhle písničky byly vydané v remixové nahrávce nazvané @itsbeckygomez. S verzí písničky „Otis“ od Kanye Westa a Jay-Z upoutala pozornost skladatele Dr. Luka, který podepsal smlouvu se Selenou Gomez se svou nahrávací společností Kemosable Records.
V roce 2012 se podílela na několika písničkách: „Wish U Were Here“ s Codym Simpsonem, „Oath“ se zpěvačkou Cher Lloyd a remixová verze písničky „Die Young“ s Keshou, Juicy J a Wiz Khalifou. Na písničce "Monster" pro film Hotel Transylvánie se podílela s raperem will.i.am.
6. května 2013 vydala Becky videoklip k písničce „Play to Again“, který sloužil jako první promo singl pro její stejnojmenné debutové EP, jež vyšlo dne 16. července 2013. Druhým singlem byla písnička „Can't Get Enough“, na kterém se podílel americký rapper Pitbull.
23. dubna 2014 vydala první singl z debutového alba nazvaný „Shower“. Písnička se umístila na 16. místě amerického hudebního žebříčku Billboard Hot 100. Druhý singl „Can't Stop Dancing“, vydaný 4. listopadu, se umístil na 88. místě v Top 100. Stala se předskokankou Katy Perry na některých zastávkách jejího Prismatic světového turné (2014–15) ve Spojených státech. Objevila se na singlu „Como Tú No Hay Dos“ zpěvačky Thalíe. Zveřejnila také svojí skladbu nazvanou „Lovin So Hard“ společně s hudebním klipem, ve kterém se objevila domácí nahrávka s Austinem Mahonem, se kterým krátce chodila. Vydala další singl „Break a Sweat“. Gomez doprovodila zpěváka J Balvina na jejich společném turné začínající 23. září a končící 25. října po Spojených státech. V roce 2016 získala roli Trini ve filmu Power Rangers: Strážci vesmíru. Roli Valentiny Galindo si zahrála ve dvou dílech seriálu Empire.

### 2016–současnost: aktuální a budoucí projekty
Od 29. února do 28. května 2016 Gomez pracovala na filmu Power Rangers: Strážci vesmíru ve Vancouveru. Film měl premiéru v březnu 2017. S Pitbullem nahrála další skladbu “Superstar“. V červnu vydala nový singl nazvaný „Sola“ (2016). Zazpívala si na skladbě Lil Jona „Take it off“ (2016). V říjnu 2016 vydala druhý singl ze svého připravovaného čtvrtého alba s názvem „Mangú“. V únoru 2017 vydala třetí singl „Todo Cambio“.

## Osobní život
Gomez chodila od února do srpna roku 2015 se zpěvákem Austinem Mahonem. V dubnu 2016 bylo potvrzeno, že chodí s americkým profesionálním hráčem fotbalu Sebastianem Lletgetem.

## Diskografie

### Studiová alba
- Mala Santa (2019)
- Esquemas (2022)

### EP
- Play It Again (2013)

## Filmografie
| Rok  | Název                          | Role                | Poznámky            |
| ---- | ------------------------------ | ------------------- | ------------------- |
| 2008 | El Tux                         | Claudia Gómez       | krátkometrážní film |
| 2011 | House of Sin                   | Rosalia             |                     |
| 2017 | Power Rangers: Strážci vesmíru | Trini/Yellow Ranger |                     |

| Rok  | Název                          | Role              | Poznámky                                                       |
| ---- | ------------------------------ | ----------------- | -------------------------------------------------------------- |
| 2008 | La estación de la Calle Olvera | Nina              | televizní film                                                 |
| 2014 | Mahomie Madness                | Samu sebe         | díl: „Austin Mahone Shows His Tour Bus and Hangs with Becky G“ |
| 2014 | Teens Wanna Know               | Samu sebe         | díl: „DJ Young Slade & Flips Audio Headphones Review“          |
| 2014 | Tu día alegre                  | Herself           | díl: „Gabriel Valenzuela y Río Roma“                           |
| 2015 | Austin a Ally                  | Samu sebe         | díl: „Dancers & Ditzes“                                        |
| 2015 | Empire                         | Valentina Galindo | 2 díly                                                         |

## Ocenění a nominace
| Rok  | Kategorie                           | Nominovaný | Výsledek          |
| ---- | ----------------------------------- | ---------- | ----------------- |
| 2015 | Umělec roku                         | Becky G    | nominace          |
| 2017 | Sexy latinský umělec roku, zpěvačka | Becky G    | dosud nevyhlášeno |

| Rok  | Kategorie                  | Nominovaný | Výsledek  |
| ---- | -------------------------- | ---------- | --------- |
| 2016 | Nejlepší pop/rock zpěvačka | Becky G    | vítězství |

| Rok  | Kategorie       | Nominovaný | Výsledek  |
| ---- | --------------- | ---------- | --------- |
| 2013 | Mladá zjevení   | Becky G    | nominace  |
| 2015 | Umělec pop/rock | Becky G    | nominace  |
| 2015 | Nejlepší hit    | „Shower“   | vítězství |
| 2016 | Umělec pop/rock | Becky G    | nominace  |
| 2016 | Nejlepší hit    | Becky G    | nominace  |
| 2016 | Nejlepší styl   | Becky G    | vítězství |

| Rok  | Kategorie            | Nominovaný | Výsledek |
| ---- | -------------------- | ---------- | -------- |
| 2015 | Popová zpěvačka roku | Becky G    | nominace |

| Rok  | Kategorie                     | Nominovaný      | Výsledek  |
| ---- | ----------------------------- | --------------- | --------- |
| 2014 | Nejlepší nový umělec          | Becky G         | vítězství |
| 2014 | Umělec s nejlepším stylem     | Becky G         | nominace  |
| 2015 | Nejchytlavější skladba        | „Shower“        | vítězství |
| 2015 | Umělec s nejlepším stylem     | Becky G         | vítězství |
| 2016 | Umělec s nejlepším stylem     | Becky G         | vítězství |
| 2016 | Nejlepší skladba na tancování | „Break A Sweat“ | nominace  |

| Rok  | Kategorie                              | Nominovaný      | Výsledek |
| ---- | -------------------------------------- | --------------- | -------- |
| 2014 | Nejlepší hudební hvězda léta: zpěvačka | Becky G         | nominace |
| 2014 | Nejlepší objev roku                    | Becky G         | nominace |
| 2016 | Nejlepší hudební párty písnička        | „Break A Sweat“ | nominace |
| 2016 | Nejlepší televizní zlodějka scén       | Empire          | nominace |
| 2016 | Nejlepší styl: žena                    | Becky G         | nominace |